# Nikołaj Kriukow (kompozytor)
Nikołaj Nikołajewicz Kriukow (ros. Николай Николаевич Крю́ков; ur. 20 stycznia?/2 lutego 1908 w Moskwie, zm. 5 kwietnia 1961 tamże) – radziecki kompozytor muzyki poważnej i filmowej.
Dwukrotny laureat Nagrody Stalinowskiej (1947, 1948). Został pochowany na Cmentarzu Wagańkowskim w Moskwie.

## Wybrana muzyka filmowa
- 1925: Pancernik Potiomkin (1950)[2]
- 1928: Burza nad Azją (1949)[3]
- 1932: Szturmowa brygada[4]
- 1933: Transporter śmierci
- 1936: Pokolenie zwycięzców[5]
- 1936: My z Kronsztadtu
- 1938: Bakijczycy
- 1939: Lenin w 1918 roku[6]
- 1939: Podrzutek[7]
- 1941: Pierwsza Konna
- 1941: Wojenny almanach filmowy nr 1
- 1941: Wojenny almanach filmowy nr 6 (nowela Bankiet w Żyrmunce)
- 1942: Chłopiec z naszego miasta[8]
- 1942: Mordercy wychodzą na drogę
- 1942: Na odsiecz Carycynowi
- 1943: Czekaj na mnie[9]
- 1945: Grzesznicy bez winy[6]
- 1946: Błyskawica[10]
- 1946: Krążownik Wareg[11]
- 1946: Admirał Nachimow[10]
- 1947: Dusze czarnych[12]
- 1947: Pieśń tajgi[13]
- 1948: Opowieść o prawdziwym człowieku[14]
- 1948: Trzy spotkania[15]
- 1950: Daleko od Moskwy[16]
- 1952: Pieśniarz słonecznych stepów[17]
- 1955: Bohaterowie Szipki
- 1955: Trzpiotka[18]
- 1955: Zdradliwa przełęcz[19]
- 1956: Czterdziesty pierwszy[19]
- 1956: Prolog[20]
- 1957: Ogniste wiorsty[21]
- 1957: Pamiętna wiosna[21]
- 1958: Idiota[22]
- 1959: Niewysłany list[23]
- 1960: Chleb i róże[24]
- 1960: Syn wieku[25]

## Nagrody
- Nagroda Stalinowska (1947) za muzykę do filmu Admirał Nachimow (1946)
- Nagroda Stalinowska (1948) za muzykę do filmu Pieśń tajgi (1947)

Źródło: